# Las Babys
«Las Babys» es una canción de la cantante española Aitana lanzada como el cuarto sencillo de su tercer álbum de estudio Alpha (2023) el 7 de junio de 2023 a través de la discografía Universal Music España. Se trata de un sample del éxito musical de los 90 «Saturday Night» de Whigfield.

## Composición y antecedentes
Tras el lanzamiento de su anterior sencillo «Los Ángeles» y la presentación de su tercer álbum de estudio Alpha, Aitana se envolvió en un sonido distinto respecto a los experimentados en su segundo álbum de estudio 11 razones (2020). «Las babys» se lanzó como cuarto sencillo del disco, el cual abarca los géneros pop, electrónica y house.
La canción presta la melodía de la canción de 1993 «Saturday Night» de Whigfield a la vez que el vídeo musical se inspira parcialmente en el vídeo original de la canción de 1993 y hace alusión al baile asociado típicamente con la canción de Whigfield.
Como táctica de promoción, la canción fue filtrada semanas antes de su publicación a varios disc jockeys españoles para que la presentasen en festivales y grandes discotecas.

## Vídeo musical
El mismo día del estreno de la canción en formato digital, también se lanzó el videoclip a través de la plataforma Youtube. El director del vídeo musical es Miguel Morillo y cuenta con la misma duración que el otro formato.
La protagonista de la grabación es Aitana, quién homenajea el vídeo original en varias ocasiones, como la escena de la toalla en la cabeza frente al espejo. Además, le acompañan Venus y Favela, dos drag queens de Barcelona, que aparecen junto a ella en todo momento.

## Formatos
| Descarga digital |             |          |  |
| N.º              | Título      | Duración |  |
| 1.               | «Las babys» | 2:33     |  |

## Posicionamiento en las listas
| Listas (2023)              | Mejor posición |
| -------------------------- | -------------- |
| Argentina (Monitor Latino) | 19             |
| Chile (Monitor Latino)     | 17             |
| Ecuador (National Report)  | 14             |
| España (PROMUSICAE)        | 6              |
| Uruguay (Monitor Latino)   | 17             |

## Certificaciones
| País   | Organismo certificador | Certificación | Ventas certificadas | Ref.   |
| ------ | ---------------------- | ------------- | ------------------- | ------ |
| España | PROMUSICAE             | 3x Platino    | 180 000             | [ 13 ] |